# NXT UK
WWE NXT UK es un programa en vivo de lucha libre profesional de la cadena WWE Network, que fue producido por WWE. El programa tuvo la división del Reino Unido de la WWE, pero transmitido en el espacio de NXT desde el WWE Performance Center en Londres, con excepción de sus PPV´s que se realizaban en coliseos y arenas del Reino Unido e Irlanda. El programa fue anunciado oficialmente durante el United Kingdom Championship Tournament 2018 y llegó a su fin el 1 de septiembre de 2022 cuándo emitió su último episodio con motivo de la presentación de NXT Europe.

## Historia
En una conferencia de prensa en The O2 Arena el 15 de diciembre de 2016, Triple H reveló que habría un torneo de 16 hombres para coronar el campeón inaugural del Campeón de Reino Unido de la WWE. El torneo se llevó a cabo durante dos días, el 14 y 15 de enero de 2017, y se transmitió exclusivamente en WWE Network. En ese momento, se afirmó que el campeonato sería la pieza central de una nueva serie con sede en el Reino Unido producido en el Reino Unido, pero desde el torneo inaugural, se defendió en NXT, así como en exposiciones independientes en el Reino Unido. El nombre del programa será, NXT UK, y su estreno fue finalmente revelado durante el United Kingdom Championship Tournament 2018. El 7 de junio de 2018, Johnny Saint fue nombrado Gerente General de la división. El 26 de julio de 2018, se confirmaron los detalles de las primeras grabaciones del programa, siendo el 28 y 29 de julio de 2018. Además anunciaron que el programa será emitido los jueves, en horario europeo por WWE Network.
Debido a la pandemia mundial de Covid-19 en 2020, las luchas de NXT UK se están realizando sin público asistente.

## Campeonatos
En las últimas semanas la marca poseía 4 campeonatos, los cuales fueron:
- NXT United Kingdom Championship
- NXT UK Heritage Cup
- NXT UK Women's Championship.
- NXT UK Tag Team Championship.